# DSA-514
La DSA-514 es una carretera perteneciente a la Red Secundaria de la Diputación Provincial de Salamanca que une las localidades de Valverdón y Torresmenudas.

## Recorrido
La carretera DSA-514 tiene su origen en Valverdón en la intersección con la carretera SA-300, y termina en la intersección con la carretera DSA-510 en Torresmenudas, formando parte de la Red de carreteras de Salamanca.
| Valverdón (Intersección con ) - Torresmenudas (Intersección con ) | Valverdón (Intersección con ) - Torresmenudas (Intersección con ) | Valverdón (Intersección con ) - Torresmenudas (Intersección con ) | Valverdón (Intersección con ) - Torresmenudas (Intersección con ) | Valverdón (Intersección con ) - Torresmenudas (Intersección con ) | Valverdón (Intersección con ) - Torresmenudas (Intersección con ) | Valverdón (Intersección con ) - Torresmenudas (Intersección con ) | Valverdón (Intersección con ) - Torresmenudas (Intersección con ) | Valverdón (Intersección con ) - Torresmenudas (Intersección con ) | Valverdón (Intersección con ) - Torresmenudas (Intersección con ) | Valverdón (Intersección con ) - Torresmenudas (Intersección con ) |
| Esquema                                                           | PK                                                                | Sentido Torresmenudas                                             | Sentido Torresmenudas                                             | Sentido Torresmenudas                                             | Sentido Torresmenudas                                             | Sentido Valverdón                                                 | Sentido Valverdón                                                 | Sentido Valverdón                                                 | Sentido Valverdón                                                 | Incidencias                                                       |
| Esquema                                                           | PK                                                                | Velocidad                                                         | Elemento                                                          | Salida                                                            | Salida                                                            | Salida                                                            | Salida                                                            | Elemento                                                          | Velocidad                                                         | Incidencias                                                       |
| Esquema                                                           | PK                                                                | Velocidad                                                         | Elemento                                                          | Dir.                                                              | Nombre                                                            | Nombre                                                            | Dir.                                                              | Elemento                                                          | Velocidad                                                         | Incidencias                                                       |
| ----------------------------------------------------------------- | ----------------------------------------------------------------- | ----------------------------------------------------------------- | ----------------------------------------------------------------- | ----------------------------------------------------------------- | ----------------------------------------------------------------- | ----------------------------------------------------------------- | ----------------------------------------------------------------- | ----------------------------------------------------------------- | ----------------------------------------------------------------- | ----------------------------------------------------------------- |
|                                                                   | 0,0                                                               |                                                                   |                                                                   | Almenara de Tormes Ledesma                                        | Almenara de Tormes Ledesma                                        | Almenara de Tormes Ledesma                                        |                                                                   |                                                                   |                                                                   |                                                                   |
| Villamayor Salamanca                                              | 0,0                                                               |                                                                   |                                                                   |                                                                   |                                                                   |                                                                   |                                                                   |                                                                   |                                                                   |                                                                   |
|                                                                   | 0,3                                                               |                                                                   |                                                                   | VALVERDÓN                                                         | VALVERDÓN                                                         | VALVERDÓN                                                         | VALVERDÓN                                                         |                                                                   |                                                                   |                                                                   |
|                                                                   | 6,1                                                               |                                                                   |                                                                   | TORRESMENUDAS                                                     | TORRESMENUDAS                                                     | TORRESMENUDAS                                                     | TORRESMENUDAS                                                     |                                                                   |                                                                   |                                                                   |
|                                                                   | 6,650                                                             |                                                                   |                                                                   |                                                                   | Forfoleda Calzada de Valdunciel                                   | Forfoleda Calzada de Valdunciel                                   | Forfoleda Calzada de Valdunciel                                   |                                                                   |                                                                   |                                                                   |
|                                                                   | 6,650                                                             | Aldearrodrigo Santiz                                              |                                                                   |                                                                   |                                                                   |                                                                   |                                                                   |                                                                   |                                                                   |                                                                   |